# Сапорта, Раймундо
Раймундо Сапорта Намиас (исп. Raimundo Saporta Namías; 16 декабря 1926, Париж, Франция или Стамбул, Турция — 2 февраля 1997, Мадрид) — испанский финансист и спортивный администратор. Президент Внешнеторгового банка Испании, финансовый директор клуба «Реал» (Мадрид) и многолетний президент его баскетбольной секции, член исполкома и вице-президент ФИБА, инициатор проведения Кубка европейских чемпионов по баскетболу. Кавалер Большого креста ордена Гражданских заслуг (Испания), командор ордена Изабеллы Католической, кавалер серебряного Олимпийского ордена и ордена ФИБА «За заслуги», член Зала славы ФИБА (с 2007 года, посмертно). После смерти Сапорты его имя носил Кубок обладателей Кубков европейских стран по баскетболу.

## Биография

### На внутренней арене
Согласно официальным документам, Раймундо Сапорта родился в 1926 году в Париже, однако известно, что его отец, Хайме Сапорта-Магрисо, и мать, Симона Нахмиас, были выходцами из сефардских еврейских семей, получившими испанское гражданство и перебравшимися в Париж лишь в 1929 году. В 2014 году репортёрам журнала Cuadernos de Fútbol удалось получить свидетельство о рождении, согласно которому Раймонд Сапорта родился 16 декабря 1926 года в Стамбуле. В 1941 году семья, спасаясь от нацистских властей, эмигрировала в Испанию (старший брат Раймундо, Марсело Сапорта, после войны вернулся во Францию, поменяв имя на Марк, и сделал карьеру как писатель и журналист). В мадридском Французском лицее (фр. Lycée français de Madrid) Раймундо увлёкся баскетболом и вскоре уже вёл административную работу в лицейской баскетбольной секции. На его административные способности обратил внимание генерал Хесус Керехета-Павон, президент Испанской федерации баскетбола, и уже в 19 лет привлёк его к работе в этой организации, а в 21 год, как только это позволил устав федерации, назначил Сапорту её казначеем. В 1948 году Сапорта уже стал вице-президентом федерации.
Новый поворот в судьбе Сапорты произошёл в 1952 году, когда к 50-летию мадридского клуба «Реал» было принято решение организовать международный баскетбольный турнир. Поскольку руководство клуба не имело представления о том, что входит в организацию подобных соревнований, президент Испанской федерации баскетбола порекомендовал президенту «Реала» Сантьяго Бернабеу Сапорту как человека, способного успешно справиться с этой задачей. Успех прошедшего турнира у публики и неожиданно полученный от его проведения финансовый доход побудили Бернабеу обратиться к услугам Сапорты уже на постоянной основе: молодой баскетбольный функционер стал финансовым директором «Реала», начав 25-летнее тесное сотрудничество с Бернабеу. В спортивной империи Бернабеу Сапорта наряду с менеджером Антонио Кальдероном-Эрнандесом стал одной из ключевых фигур.
Поскольку работа в федерации и «Реале» считалась любительской, Сапорте, к этому времени потерявшему отца, пришлось после окончания лицея делить своё время между ней и местом сотрудника Внешнеторгового банка Испании. Двойная нагрузка не позволила ему, как он первоначально планировал, продолжить своё образование, но несмотря на это, он сделал в банковской сфере, так же, как в области спортивного администрирования, успешную карьеру, заняв в итоге пост президента банка, на котором оставался до выхода на пенсию в 1983 году. Вращаясь в высоких финансовых и административных кругах, Сапорта завёл тесные знакомства с высокопоставленными чиновниками франкистского режима, а также с членами испанской королевской семьи в изгнании. Позже, после возвращения Бурбонов на испанский престол дружеские отношения с королём Хуаном Карлосом I позволили Сапорте, в частности, добиться отсрочки призыва на военную службу для Хуана Антонио Сан-Эпифанио с тем, чтобы тот смог принять участие в баскетбольном турнире Московской Олимпиады.
С 1962 года Сапорта занимал пост вице-президента клуба «Реал». Он также на протяжении более чем полутора десятилетий (с 1962 по 1978 год) возглавлял баскетбольную секцию клуба. В баскетбольном «Реале» в эти годы сложилась почти семейная атмосфера — игроки называли Сапорту «дядя Рей», а натурализованный американец Клиффорд Луйк однажды в интервью сказал: «„Реал“ (Мадрид) стал моей женой, а Сапорта — моим отцом». Игроки обращались к Сапорте за советом в вопросах, не имевших ничего общего с баскетболом — какой подарок выбрать для подружки или в какой бизнес вложить заработанные деньги. В то же время отмечается, что патернализм Сапорты выходил за пределы принятого. Он открывал сберегательный счёт на имя каждого игрока команды, контролируя движение средств на этих счетах (в частности, когда 22-летний вратарь футбольного «Реала» Рамон Гроссо после шестого выигранного командой Кубка европейских чемпионов захотел купить 600-й «Мерседес», его счёт внезапно оказался заблокирован); даты свадеб игроков утверждались с ним, чтобы не пересекаться с календарём соревнований и тренировок. В годы, когда Сапорта возглавлял баскетбольную команду «Реала», он с помощью тренера Педро Феррандиса превратил её в безоговорочного лидера испанского баскетбола. «Реал» Сапорты и Феррандиса демонстрировал современную профессиональную игру с участием редких в те годы в испанском баскетболе американцев — Луйка, Уэйна Хайтауэра, Уэйна Брабендера, Боба Берджесса.
Совмещая работу в «Реале» и федерации, Сапорта в 1956 году стоял у истоков первого чемпионата Испании по баскетболу, в котором приняли участие шесть команд. Чтобы сократить расходы на переезды, он принял решение об исключении из первого чемпионата клубов из Арагона и Бискайи и добился того, что чемпионат принёс 290 тысяч песет прибыли, половина которой была разделена между участвовавшими командами. Сапорта также предпринимал шаги по превращению баскетбольного «Реала» из убыточного в прибыльный. Он в частности стоял за заключением спонсорского контракта с производителем электротехники Philips. Фирма, заинтересованная в рекламе, заключала этот контракт с клубом на условиях, что определённое количество его матчей будет показано по телевидению, однако объём игр в рамках европейских кубковых турниров был слишком низок, и тогда Сапорта организовал выставочный Рождественский кубок с участием ряда сильнейших команд; в дальнейшем это соревнование, при участии ведущих команд Европы и американского университетского баскетбола, стало ежегодным. Когда в начале 1960-х годов Сантьяго Бернабеу, борясь с убытками, распустил практически все спортивные секции клуба «Реал», кроме футбольной, Сапорте удалось убедить президента клуба сохранить баскетбольную команду, которая, по его словам, приносила доходы в бюджет (в действительности в сезоне 1961/1962 доход баскетбольного «Реала» составил 592 тысячи песет, тогда как затраты на клуб достигали почти 5,5 миллионов — намного больше, чем на другие виды спорта).
После смерти Бернабеу в июне 1978 года Сапорта решительно отказался занять пост президента «Реала», заставив функционеров клуба избрать другого кандидата. Осенью того же года он покинул «Реал», продолжив, однако, работу в федерации и международных спортивных организациях; спустя семь лет по настоятельной просьбе президента клуба Рауля Мендосы Сапорта вернулся в баскетбольную секцию, но с этого времени его роль в ней была скорее символической; вторично он ушёл из клуба в 1991 году по состоянию здоровья.

### В международном спорте
Параллельно с карьерой в спортивных и финансовых кругах Испании Сапорта принимал деятельное участие в работе международных спортивных организаций. В 1955 году он возглавил комиссию по международным организациям Испанской баскетбольной федерации. Приняв участие в том же году в переговорах по организации Кубка европейских чемпионов по футболу, которые вёл Бернабеу, Сапорта начал активно пропагандировать в ФИБА идею проведения аналогичного баскетбольного турнира и в 1957 году был назначен председателем комиссии по организации Кубка европейских чемпионов по баскетболу (в комиссию вошли также генеральный секретарь ФИБА Уильям Джонс, Борислав Станкович, Николай Семашко и Милослав Кржиж). Первый баскетбольный Кубок чемпионов прошёл уже в 1957—1958 годах. Сапорта принял деятельнейшее участие в борьбе за преодоление враждебных отношений между франкистским руководством и европейским социалистическим блоком. Если в первом розыгрыше Кубка европейских чемпионов мадридскому «Реалу» пришлось по решению руководства страны отказаться от игры в полуфинале с рижским СКА, то в турнире 1960/1961 уже удалось организовать двойную встречу между этими двумя клубами на относительно нейтральных площадках: «Реал» выиграл матч в Париже 78-75, но уступил в ответной игре в Праге 66-45. В турнире 1962/1963 благодаря усилиям Сапорты, убедившего лично Франко в том, что у испанской стороны есть шанс на выигрыш Кубка, состоялся исторический приезд «Реала» уже в Москву, где прошёл первый матч финальной серии против ЦСКА. Этот визит и предшествовавший ему приезд ЦСКА, широко освещавшиеся в испанских СМИ, послужили нормализации отношений с СССР. Хотя «Реал» проиграл эту серию (для чего потребовалось проведение третьей, решающей игры), на следующий год испанская команда завоевала свой первый Кубок чемпионов по баскетболу.
Помимо советского, Сапорта культивировал также хорошие отношения с израильским баскетболом, несмотря на то, что Испания официально признала Израиль только в 1986 году. В 1973 году в газетах появились фотографии игроков «Реала» с генералом Моше Даяном, сделанные во время матча испанской команды с «Маккаби» (Тель-Авив). Первые показательные матчи между испанскими командами и клубами НБА, приуроченные к 50-летию баскетбольного «Реала», позже состоялись также благодаря усилиям Сапорты.
В 1958 году Сапорта стал членом постоянной комиссии ФИБА по европейским клубным соревнованиям, в 1960 году — членом международной организационной комиссии ФИБА, а с 1963 года представлял эту организацию в МОК. С 1964 года он входил в Центральный совет ФИБА и Международный совет по физическому воспитанию и спорту ЮНЕСКО. С этого же года Сапорта был членом НОК Испании. С 1990 года он был президентом комиссии ФИБА по международным соревнованиям, а с 1995 года — вице-президентом ФИБА, занимая оба этих поста до самой смерти в 1997 году.
Сапорта также входил в организационные комитеты чемпионата Европы по баскетболу 1973 года и чемпионата мира по футболу 1982 года, проводившихся в Испании. Работа в последнем оказалась особенно тяжёлой и нанесла удар по состоянию здоровья Сапорты. В 1987 году он перенёс инсульт, который, однако, не заставил его отказаться от активной работы в органах ФИБА. Раймундо Сапорта умер в 1997 году, в возрасте 70 лет. Незадолго до смерти он женился на Арлетт Полити-Тревес, ещё одной иммигрантке из Франции, с которой его связывали долгие отношения.

## Признание заслуг
В 1961 году Раймундо Сапорта стал командором ордена Изабеллы Католической, а в 1963 году кавалером Большого креста ордена Гражданских заслуг. В дальнейшем он был награждён золотой медалью Королевского ордена спортивных заслуг.
В 1984 году Раймундо Сапорта стал кавалером серебряного Олимпийского ордена. В 1997 году, в год смерти, он был удостоен ордена ФИБА «За заслуги». После его смерти ФИБА приняла решение переименовать второй по значению мужской клубный европейский турнир — Кубок обладателей Кубков — в Кубок Сапорты. Через десять лет, с созданием Зала славы ФИБА, Сапорта посмертно вошёл в число деятелей, ставших его первыми членами. С 1999 его имя носил спортивный комплекс в Мадриде, где баскетбольный «Реал» проводил свои домашние встречи (снесён в 2004 году).